# Lijst van staatshoofden van Mexico
Dit is een lijst van staatshoofden van Mexico.

## Staatshoofden van Mexico (1821-heden)

### Eerste Keizerrijk (1821-1823)

#### Regenten (1821-1822)
| Regenten | Regenten | Periode                           |
| -------- | --- | --------------------------------- |
|          | Agustín de Iturbide Juan O'Donojú y O'Rian Antonio Pérez Martínez y Robles Manuel de la Barcena José Isidro Yañez Manuel Velázquez de León y Pérez | 28 september 1821 - 11 april 1822 |
|          | Agustín de Iturbide Miguel Valentín y Tamayo José Isidro Yañez Manuel de Heras Soto Nicolás Bravo                                                  | 11 april 1822 - 18 mei 1822       |

#### Keizer (1822-1823)
| Keizer | Keizer                          | Regeringsperiode            | Echtgenote                   | Echtgenote |
| ------ | ------------------------------- | --------------------------- | ---------------------------- | ---------- |
|        | Agustín de Iturbide (1783-1824) | 19 mei 1822 - 19 maart 1823 | Ana María Huarte (1786-1861) |            |

### Voorlopige regering (1823-1824)
| Triumviraat | Triumviraat | Periode                         |
| ----------- | --- | ------------------------------- |
|             | Nicolás Bravo Guadalupe Victoria Pedro Celestino Negrete José Mariano de Michelena José Miguel Domínguez Vicente Guerrero | 31 maart 1823 - 10 oktober 1824 |

### Eerste Federale Republiek (1824-1836)
| Nr. | President | President                                              | Ambtstermijn                        | Partij        | Partij | Verkiezing |
| --- | --------- | ------------------------------------------------------ | ----------------------------------- | ------------- | ------ | ---------- |
| 1   |           | Guadalupe Victoria (1786-1843)                         | 10 oktober 1824 - 31 maart 1829     | Onafhankelijk |        | 1824       |
| 2   |           | Vicente Guerrero (1782-1831)                           | 1 april 1829 - 16 december 1829     | PL            |        |            |
| 3   |           | José María Bocanegra (1787-1862)                       | 16 december 1829 - 23 december 1829 | PPY PL        |        |            |
| -   |           | Triumviraat Pedro Vélez Lucas Alamán Luis de Quintanar | 23 december 1829 - 31 december 1829 | PL            |        |            |
| 4   |           | Anastasio Bustamante (1780-1853) 1e termijn            | 1 januari 1830 - 13 augustus 1832   | Conservador   |        |            |
| 5   |           | Melchor Múzquiz (1790-1844)                            | 14 augustus 1832 - 24 december 1832 | PL            |        |            |
| 6   |           | Manuel Gómez Pedraza (1789-1851)                       | 24 december 1832 - 31 maart 1833    | PL            |        | 1828       |
| 7   |           | Valentín Gómez Farías (1781-1858) 1e termijn           | 1 april 1833 - 16 mei 1833          | PL            |        |            |
| 8   |           | Antonio López de Santa Anna (1794-1876) 1e termijn     | 16 mei 1833 - 3 juni 1833           | PL            |        | 1833       |
| 7   |           | Valentín Gómez Farías (1781-1858) 2e termijn           | 3 juni 1833 - 18 juni 1833          | PL            |        |            |
| 8   |           | Antonio López de Santa Anna (1794-1876) 2e termijn     | 18 juni 1833 - 5 juli 1833          | PL            |        |            |
| 7   |           | Valentín Gómez Farías (1781-1858) 3e termijn           | 5 juli 1833 - 27 oktober 1833       | PL            |        |            |
| 8   |           | Antonio López de Santa Anna (1794-1876) 3e termijn     | 27 oktober 1833 - 15 december 1833  | PL            |        |            |
| 7   |           | Valentín Gómez Farías (1781-1858) 4e termijn           | 16 december 1833 - 24 april 1834    | PL            |        |            |
| 8   |           | Antonio López de Santa Anna (1794-1876) 4e termijn     | 24 april 1834 - 27 januari 1835     | PL            |        |            |
| 9   |           | Miguel Barragán (1789-1836)                            | 28 januari 1835 - 27 februari 1836  | Conservador   |        |            |

### Centralistische Republiek (1836-1846)
| Nr. | President | President                                          | Ambtstermijn                          | Partij      | Partij | Verkiezing |
| --- | --------- | -------------------------------------------------- | ------------------------------------- | ----------- | ------ | ---------- |
| 10  |           | José Justo Corro (1794-1864)                       | 27 februari 1836 - 19 april 1837      | Conservador |        |            |
| 4   |           | Anastasio Bustamante (1780-1853) 2e termijn        | 19 april 1837 - 18 maart 1839         | Conservador |        | 1837       |
| 8   |           | Antonio López de Santa Anna (1794-1876) 5e termijn | 18 maart 1839 - 10 juli 1839          | PL          |        |            |
| 11  |           | Nicolás Bravo (1786-1854) 1e termijn               | 10 juli 1839 - 18 juli 1839           | Conservador |        |            |
| 4   |           | Anastasio Bustamante (1780-1853) 3e termijn        | 19 juli 1839 - 22 september 1841      | Conservador |        |            |
| 12  |           | Francisco Javier Echeverría (1797-1852)            | 22 september 1841 - 10 oktober 1841   | Conservador |        |            |
| 8   |           | Antonio López de Santa Anna (1794-1876) 6e termijn | 10 oktober 1841 - 26 oktober 1842     | PL          |        |            |
| 11  |           | Nicolás Bravo (1786-1854) 2e termijn               | 26 oktober 1842 - 14 mei 1843         | Conservador |        |            |
| 8   |           | Antonio López de Santa Anna (1794-1876) 7e termijn | 14 mei 1843 - 6 september 1843        | PL          |        |            |
| 13  |           | Valentín Canalizo (1795-1850) 1e termijn           | 7 september 1843 - 4 juni 1844        | Conservador |        |            |
| 8   |           | Antonio López de Santa Anna (1794-1876) 8e termijn | 4 juni 1844 - 12 september 1844       | PL          |        | 1844       |
| 14  |           | José Joaquín de Herrera (1792-1854) 1e termijn     | 12 september 1844 - 21 september 1844 | PL          |        |            |
| 13  |           | Valentín Canalizo (1795-1850) 2e termijn           | 21 september 1844 - 6 december 1844   | Conservador |        |            |
| 14  |           | José Joaquín de Herrera (1792-1854) 2e termijn     | 6 december 1844 - 30 december 1845    | PL          |        |            |
| 15  |           | Mariano Paredes y Arrillaga (1797-1849)            | 31 december 1845 - 28 juli 1846       | Conservador |        |            |
| 11  |           | Nicolás Bravo (1786-1854) 3e termijn               | 28 juli 1846 - 6 augustus 1846        | Conservador |        |            |

### Tweede Federale Republiek (1846-1853)
| Nr. | President | President                                           | Ambtstermijn                         | Partij      | Partij | Verkiezing |
| --- | --------- | --------------------------------------------------- | ------------------------------------ | ----------- | ------ | ---------- |
| 16  |           | José Mariano de Salas (1797-1867) 1e termijn        | 5 augustus 1846 - 23 december 1846   | Conservador |        |            |
| 7   |           | Valentín Gómez Farías (1781-1858) 5e termijn        | 23 december 1846 - 21 maart 1847     | PL          |        |            |
| 8   |           | Antonio López de Santa Anna (1794-1876)             | 21 maart 1847 - 2 april 1847         | PL          |        |            |
| 17  |           | Pedro de Anaya (1795-1854) 1e termijn               | 2 april 1847 - 20 mei 1847           | PL          |        |            |
| 8   |           | Antonio López de Santa Anna (1794-1876) 10e termijn | 20 mei 1847 - 16 september 1847      | PL          |        |            |
| 18  |           | Manuel de la Peña y Peña (1789-1850) 1e termijn     | 16 september 1847 - 13 november 1847 | Conservador |        |            |
| 17  |           | Pedro de Anaya (1795-1854) 2e termijn               | 13 november 1847 - 8 januari 1848    | PL          |        |            |
| 18  |           | Manuel de la Peña y Peña (1789-1850) 2e termijn     | 8 januari 1848 - 2 juni 1848         | Conservador |        |            |
| 14  |           | José Joaquín de Herrera (1792-1854) 3e termijn      | 2 juni 1848 - 15 januari 1851        | PL          |        |            |
| 19  |           | Mariano Arista (1802-1855)                          | 15 januari 1851 - 5 januari 1853     | PL          |        | 1850       |
| 20  |           | Juan Bautista Ceballos (1811-1859)                  | 5 januari 1853 - 8 februari 1853     | PL          |        |            |
| 21  |           | Manuel María Lombardini (1802-1853)                 | 8 februari 1853 - 20 april 1853      | Conservador |        |            |

### Dictatuur (1853-1855)
| Nr. | President | President                                           | Ambtstermijn                     |
| --- | --------- | --------------------------------------------------- | -------------------------------- |
| 8   |           | Antonio López de Santa Anna (1794-1876) 11e termijn | 20 april 1853 - 12 augustus 1855 |

### De Hervorming (1855-1867)
| Nr. | President         | President                          | Ambtstermijn                         | Partij      | Partij | Verkiezing |
| --- | ----------------- | ---------------------------------- | ------------------------------------ | ----------- | ------ | ---------- |
| 22  |                   | Martín Carrera (1806-1871)         | 15 augustus 1855 - 12 september 1855 | Conservador |        |            |
| 23  |                   | Rómulo Díaz de la Vega (1800-1877) | 12 september 1855 - 3 oktober 1855   | Conservador |        |            |
| 24  |                   | Juan Álvarez Benítez (1790-1867)   | 3 oktober 1855 - 11 december 1855    | PL          |        |            |
| 25  |                   | Ignacio Comonfort (1812-1863)      | 11 december 1855 - 21 januari 1858   | PL          |        | 1857       |
| 26  |                   | Benito Juárez (1806-1872)          | 21 januari 1858 - 18 juli 1872       | PL          |        | 1867       |
| 26  | 1871              | Benito Juárez (1806-1872)          | 21 januari 1858 - 18 juli 1872       | PL          |        |            |
| 26  | Overleden in ambt | Benito Juárez (1806-1872)          |                                      | PL          |        |            |

### Presidenten namens de conservatieven (1858-1860)
| Nr. | President | President                                    | Ambtstermijn                        | Partij      | Partij |
| --- | --------- | -------------------------------------------- | ----------------------------------- | ----------- | ------ |
| 27  |           | Félix María Zuloaga (1813-1898) 1e termijn   | 21 januari 1858 - 24 december 1858  | Conservador |        |
| 28  |           | Manuel Robles Pezuela (1817-1862)            | 24 december 1858 - 21 januari 1859  | Conservador |        |
| 16  |           | José Mariano de Salas (1797-1867) 2e termijn | 21 januari 1859 - 2 februari 1859   | Conservador |        |
| 27  |           | Félix María Zuloaga (1813-1898) 2e termijn   | 24 januari 1859 - 1 februari 1859   | Conservador |        |
| 29  |           | Miguel Miramón (1832-1867) 1e termijn        | 2 februari 1859 - 12 augustus 1860  | Conservador |        |
| 30  |           | José Ignacio Pavón (1791-1866)               | 13 augustus 1860 - 15 augustus 1860 | Conservador |        |
| 29  |           | Miguel Miramón (1832-1867) 2e termijn        | 15 augustus 1860 - 24 december 1860 | Conservador |        |

### Tweede Keizerrijk (1863-1867)

#### Regenten (1863-1864)
| Regenten | Regenten | Periode                      |
| -------- | --- | ---------------------------- |
|          | Regenten Juan Nepomuceno Almonte José Mariano Salas Pelagio Antonio de Labastida y Dávalos Juan Bautista de Ormaechea | 11 juli 1863 - 10 april 1864 |

#### Keizer (1864-1867)
| Keizer | Keizer                                         | Regeringsperiode            | Echtgenote                               | Echtgenote |
| ------ | ---------------------------------------------- | --------------------------- | ---------------------------------------- | ---------- |
|        | Maximiliaan van Mexico Maximiliano (1832-1867) | 10 april 1864 - 15 mei 1867 | Charlotte van Mexico Carlota (1840-1927) |            |

Benito Juárez was hoofd van een tegenregering

### Herstelde Republiek (1867-1876)
| Nr. | President         | President                             | Ambtstermijn                       | Partij | Partij | Verkiezing |
| --- | ----------------- | ------------------------------------- | ---------------------------------- | ------ | ------ | ---------- |
| 26  |                   | Benito Juárez (1806-1872)             | 15 mei 1867 - 18 juli 1872         | PL     |        | 1867       |
| 26  | 1871              | Benito Juárez (1806-1872)             | 15 mei 1867 - 18 juli 1872         | PL     |        |            |
| 26  | Overleden in ambt | Benito Juárez (1806-1872)             |                                    | PL     |        |            |
| 31  |                   | Sebastián Lerdo de Tejada (1823-1889) | 18 juli 1872 - 20 november 1876    | PL     |        | 1872       |
| 32  |                   | José María Iglesias (1823-1891)       | 20 november 1876 - 6 december 1876 | PL     |        |            |

### Porfiriato (1876-1911)
| Nr. | President | President                            | Ambtstermijn                        | Partij | Partij | Verkiezing |
| --- | --------- | ------------------------------------ | ----------------------------------- | ------ | ------ | ---------- |
| 33  |           | Porfirio Díaz (1830-1915) 1e termijn | 27 november 1876 - 6 december 1876  | PL     |        |            |
| 34  |           | Juan N. Méndez (1824-1894)           | 6 december 1876 - 16 februari 1877  | PL     |        |            |
| 33  |           | Porfirio Díaz (1830-1915) 2e termijn | 17 februari 1877 - 30 november 1880 | PL     |        | 1877       |
| 35  |           | Manuel González Flores (1833-1893)   | 1 december 1880 - 30 november 1884  | PL     |        | 1880       |
| 33  |           | Porfirio Díaz (1830-1915) 3e termijn | 1 december 1884 - 25 mei 1911       | PL     |        | 1884       |
| 33  | PNP       | Porfirio Díaz (1830-1915) 3e termijn | 1 december 1884 - 25 mei 1911       |        | 1888   |            |
| 33  | PNP       | Porfirio Díaz (1830-1915) 3e termijn | 1 december 1884 - 25 mei 1911       | 1892   |        |            |
| 33  | PNP       | Porfirio Díaz (1830-1915) 3e termijn | 1 december 1884 - 25 mei 1911       | 1896   |        |            |
| 33  | PNP       | Porfirio Díaz (1830-1915) 3e termijn | 1 december 1884 - 25 mei 1911       | 1900   |        |            |
| 33  | PNP       | Porfirio Díaz (1830-1915) 3e termijn | 1 december 1884 - 25 mei 1911       | 1904   |        |            |
| 33  | PNP PNR   | Porfirio Díaz (1830-1915) 3e termijn | 1 december 1884 - 25 mei 1911       |        | 1910   |            |

### Revolutie (1911-1928)
| Nr. | President                               | President                              | Ambtstermijn                       | Partij        | Partij | Verkiezing |
| --- | --------------------------------------- | -------------------------------------- | ---------------------------------- | ------------- | ------ | ---------- |
| 36  |                                         | Francisco León de la Barra (1863-1939) | 25 mei 1911 - 6 november 1911      | Onafhankelijk |        |            |
| 37  |                                         | Francisco I. Madero (1873-1913)        | 6 november 1911 - 19 februari 1913 | PCP           |        | 1911       |
| 37  | Vermoord 3 dagen na gedwongen aftreding | Francisco I. Madero (1873-1913)        |                                    | PCP           |        | 1911       |
| 38  |                                         | Pedro Lascuráin (1856-1952)            | 19 februari 1913                   | PCP           |        |            |
| 38  | Van 17.15 tot 18.00                     | Pedro Lascuráin (1856-1952)            |                                    | PCP           |        |            |
| 39  |                                         | Victoriano Huerta (1850-1916)          | 19 februari 1913 - 15 juli 1914    | Onafhankelijk |        |            |
| 40  |                                         | Francisco S. Carvajal (1870-1932)      | 15 juli 1914 - 13 augustus 1914    | Onafhankelijk |        |            |

### Presidenten erkend door de Conventie van Aguascalientes (1914-1915)
| Nr. | President | President                           | Ambtstermijn                      | Partij         | Partij |
| --- | --------- | ----------------------------------- | --------------------------------- | -------------- | ------ |
| 41  |           | Eulalio Gutiérrez (1881-1939)       | 1 november 1914 - 16 januari 1915 | Convencionista |        |
| 42  |           | Roque González (1885-1962)          | 15 januari 1915 - 10 juni 1915    | Convencionista |        |
| 43  |           | Francisco Lagos Cházaro (1878-1932) | 10 juni 1915 - 10 oktober 1915    | Convencionista |        |

### Herstel van de Democratie (1917-1928)
| Nr. | President                 | President                              | Ambtstermijn                       | Partij                                         | Partij | Verkiezing |
| --- | ------------------------- | -------------------------------------- | ---------------------------------- | ---------------------------------------------- | ------ | ---------- |
| 44  |                           | Venustiano Carranza (1859-1920)        | 13 augustus 1914 - 1 mei 1917      | Gesteund door het constitutionalistische leger |        |            |
| 44  | 1 mei 1917 - 21 mei 1920  | Venustiano Carranza (1859-1920)        | PLC                                |                                                | 1917   |            |
| 44  | Overleden in vluchtpoging | Venustiano Carranza (1859-1920)        | PLC                                |                                                | 1917   |            |
| 45  |                           | Felipe Adolfo de la Huerta (1881-1955) | 1 juni 1920 - 30 november 1920     | PLC                                            |        |            |
| 46  |                           | Alvaro Óbregon (1880-1928)             | 1 december 1920 - 30 november 1924 | PLM                                            |        | 1920       |
| 47  |                           | Plutarco Elías Calles (1877-1945)      | 1 december 1924 - 30 november 1928 | PLM                                            |        | 1924       |

### Maximato (1928–1934)
| Nr. | President | President                            | Ambtstermijn                        | Partij | Partij | Verkiezing |
| --- | --------- | ------------------------------------ | ----------------------------------- | ------ | ------ | ---------- |
| 48  |           | Emilio Portes Gil (1890-1978)        | 1 december 1928 - 5 februari 1930   | PLM    |        |            |
| 49  |           | Pascual Ortiz Rubio (1877-1963)      | 5 februari 1930 - 2 september 1932  | PNR    |        | 1929       |
| 50  |           | Abelardo Luján Rodríguez (1889-1967) | 2 september 1932 - 30 november 1934 | PNR    |        |            |

## Presidenten van deVerenigde Mexicaanse Staten(1934–heden)
| Nr. | President                   | President                           | Ambtstermijn                        | Partij | Partij | Verkiezing |
| --- | --------------------------- | ----------------------------------- | ----------------------------------- | ------ | ------ | ---------- |
| 51  | Lázaro Cárdenas del Río     | Lázaro Cárdenas del Río (1895–1970) | 1 december 1934 - 30 november 1940  | PRI    |        | 1934       |
| 52  | Manuel Ávila Camacho        | Manuel Ávila Camacho (1897–1955)    | 1 december 1940 - 30 november 1946  | PRI    |        | 1940       |
| 53  | Miguel Alemán Valdés        | Miguel Alemán Valdés (1900–1983)    | 1 december 1946 - 30 november 1952  | PRI    |        | 1946       |
| 54  | Adolfo Ruiz Cortines        | Adolfo Ruiz Cortines (1889–1973)    | 1 december 1952 - 30 november 1958  | PRI    |        | 1952       |
| 55  | Adolfo López Mateos         | Adolfo López Mateos (1908–1969)     | 1 december 1958 - 30 november 1964  | PRI    |        | 1958       |
| 56  | Gustavo Díaz Ordaz          | Gustavo Díaz Ordaz (1911–1979)      | 1 december 1964 - 30 november 1970  | PRI    |        | 1964       |
| 57  |                             | Luis Echeverría (1922–2022)         | 1 december 1970 - 30 november 1976  | PRI    |        | 1970       |
| 58  | José López Portillo         | José López Portillo (1920–2004)     | 1 december 1976 - 30 november 1982  | PRI    |        | 1976       |
| 59  | Miguel de la Madrid         | Miguel de la Madrid (1934–2012)     | 1 december 1982 - 30 november 1988  | PRI    |        | 1982       |
| 60  | Carlos Salinas              | Carlos Salinas (1948)               | 1 december 1988 - 30 november 1994  | PRI    |        | 1988       |
| 61  | Ernesto Zedillo             | Ernesto Zedillo (1951)              | 1 december 1994 - 30 november 2000  | PRI    |        | 1994       |
| 62  | Vicente Fox                 | Vicente Fox (1942)                  | 1 december 2000 - 30 november 2006  | PAN    |        | 2000       |
| 63  | Felipe Calderón             | Felipe Calderón (1962)              | 1 december 2006 - 30 november 2012  | PAN    |        | 2006       |
| 64  | Enrique Peña Nieto          | Enrique Peña Nieto (1966)           | 1 december 2012 - 30 november 2018  | PRI    |        | 2012       |
| 65  | Andrés Manuel López Obrador | Andrés Manuel López Obrador (1953)  | 1 december 2018 - 30 september 2024 | MORENA |        | 2018       |
| 66  | Claudia Sheinbaum           | Claudia Sheinbaum (1962)            | 1 oktober 2024 - heden              | MORENA |        | 2024       |